# Lichinga
Lichinga (ehemals Vila Cabral) ist die Hauptstadt der Provinz Niassa in Mosambik.

## Geographie
Lichinga liegt auf 1369 m über dem Meeresspiegel im Lichinga-Hochland und östlich des Malawisees. Etwa 50 Kilometer westlich fällt die Landschaft steil zu diesem Binnensee herab.
Die Stadt wurde in einem achteckigen, geometrischen Grundriss angelegt. Dieser hatte zur Stadtgründung einen Radius von 440 Metern. Die Außenbezirke erstrecken sich bis in eine Entfernung von 3000 Metern vom Stadtzentrum.

## Bevölkerung
Lichinga hatte 1970 etwa 4.579, im Jahre 1997 85.758,  2007 142.331 Einwohner und 2017 213.361 Einwohner. In der Umgebung von Lichinga errichtete man ab 1964 Aldeamentos, so genannte Wehrdörfer, wodurch die hier zuvor verstreut lebende Bevölkerung in diesen geometrisch angelegten Siedlungen zusammengezogen wurde. Diese Entwicklung begründete man mit deren Schutz vor Terroristen und zur Verhinderung einer Zusammenarbeit mit Guerillagruppen.
Lichinga ist Sitz des Bistums Lichinga.

## Geschichte
Die Stadt wurde 1931 als Vila Cabral gegründet. Den Namen behielt sie bis zur Unabhängigkeit von der Kolonialmacht Portugal, umbenannt im Jahre 1976, so wie zahlreiche andere portugiesische Ortsnamen in Mosambik.

## Wirtschaft und Infrastruktur
Der Flughafen von Lichinga hat eine 1800 Meter lange sowie asphaltierte Landebahn.
Die Eisenbahnlinie Nacala-Lichinga endet hier mit ihrem 262 Kilometer langen Stich von Cuamba und ist eine wichtige Verbindung zum Indischen Ozean.
Durch die periodischen Regenzeiten gibt es immer wieder Unterbrechungen der Straßenverbindungen zwischen Lichinga und Cuamba (National Road 13). Im Herbst 2012 war deshalb der lange geplante Beginn der dringend notwendigen Streckenrekonstruktion geplant. Allgemein gilt Lichinga als einer der in Mosambik am schwierigsten erreichbaren Orte.

## Persönlichkeiten
- Venâncio Mondlane (* 1974), Politiker